# Uruguay (Chuquisaca)
Uruguay ist eine Ortschaft im Departamento Chuquisaca im südamerikanischen Andenstaat Bolivien.

## Lage
Uruguay liegt in der Provinz Hernando Siles und ist der größte Ort des Cantóns Añimbo im Municipio Huacareta. Uruguay liegt auf einer Höhe von 1031 m am linken, westlichen Ufer des Río Uruguay, der hier in nördlicher Richtung fließt, eingerahmt durch nord-südlich verlaufende Bergketten mit üppiger Vegetation.

## Geographie
Uruguay liegt im Bereich der winterfeuchten Subtropen, zwischen der Bergregion der Cordillera de Tajsara o Tarachaca im Westen und dem bolivianischen Chaco im Osten.
Die Jahresdurchschnittstemperatur der Region liegt bei 23 °C (siehe Klimadiagramm Cuevo), die Monatswerte schwanken zwischen 18 °C im Juni und Juli und 26 °C von November und Januar. Das Klima ist semihumid und weist eine deutliche Trockenzeit von Mai bis September mit Monatsniederschlägen von weniger als 20 mm auf; der Jahresniederschlag liegt bei knapp 800 mm, von Dezember bis März werden Monatswerte von 110 bis 160 mm erreicht.

## Verkehrsnetz
Uruguay liegt in einer Entfernung von 423 Straßenkilometern südöstlich von Sucre, der Hauptstadt des Departamentos.
Von Sucre aus führt die über weite Strecken unbefestigte Nationalstraße Ruta 6 in südöstlicher Richtung über die Städte Tarabuco, Zudáñez, Tomina und Padilla nach Monteagudo. Von Padilla kommend führt sechs Kilometer vor Monteagudo eine unbefestigte Landstraße nach Süden, überquert den Río Bañado und erreicht nach 85 Kilometern San Juan del Piraí. Von dort führt eine unbefestigte Piste in südlicher Richtung, überquert den Río Parapetí und führt auf den folgenden 28 Kilometern anfangs auf einem niedrigen Bergrücken und später in den Flusstälern in südlicher Richtung nach Uruguay und Añimbo.

## Bevölkerung
Die Einwohnerzahl der Ortschaft ist in dem Jahrzehnt zwischen den beiden letzten Volkszählungen leicht angestiegen:
| Jahr | Einwohner         | Quelle       |
| ---- | ----------------- | ------------ |
| 1992 | keine Detaildaten | Volkszählung |
| 2001 | 331               | Volkszählung |
| 2012 | 369               | Volkszählung |
| 2024 |                   | Volkszählung |

Die Region weist einen deutlichen Anteil an Guaraní-Bevölkerung auf, im Municipio Huacareta sprechen 29,1 % der Bevölkerung die Guaraní-Sprache.